# Grup d'Observadors Militars de les Nacions Unides a l'Índia i Pakistan
El Grup d'Observadors Militars de les Nacions Unides a l'Índia i Pakistan (també conegut com a UNMOGIP per les seves sigles en anglès) és una força internacional de supervisió de l'alto el foc entre l'Índia i Pakistan als estats de Jammu i Caixmir, desplegada des de 1949.
En 2010 la comandància de la missió estava a càrrec de l'uruguaià Raúl Gloodtdofsky Fernández, qui en 2014 fou substituït pel ghanès Delali Johnson Sakyi.

## Història
Els antecedents de la UNMOGIP se situen amb la resolució 39 del Consell de Seguretat de les Nacions Unides aprovada el 20 de gener de 1948 i en la qual es va decidir crear la Comissió de les Nacions Unides per l'Índia i el Pakistan (CNUIP) com un primer pas per a la solució pacífica del conflicte del Caixmir. Posteriorment, la resolució 47 del 21 d'abril de 1948 va recomanar, entre altres coses, la utilització d'observadors per frenar els enfrontaments. El primer grup d'observadors va arribar a la zona en conflicte el gener de 1949, convertint-se a la llarga en el Grup d'Observadors Militars de les Nacions Unides a Índia i Pakistan. La resolució 91 del 30 de març de 1951, després de la dissolució de la CNUIP, va acordar que el grup d'observadors militars havia de continuar vigilant l'alto el foc entre les parts. La resolució 307 del 21 de desembre de 1971, aprovada després dels nous combats entre Índia i Pakistan, va exigir que a totes les parts en conflicte s'"observés estrictament" el cessament d'hostilitats sota la supervisió de la UNMOGIP i informés al Secretari General. Després de l'acord de 1972, que va demarcar la Línia de Control de Caixmir, l'Índia va considerar que el mandat de la UNMOGIP ja havia acabat doncs consolidava les exigències de la resolució 307. Pakistan no va acceptar aquesta postura, fins i tot posteriorment i en diverses ocasions va denunciar violacions de l'alto el foc.
Des dels inicis de l'establiment del UNMOGIP han existit múltiples discrepàncies entre l'Índia i Pakistan sobre la funció del grup d'observadors i el seu mandat, forçant al Secretari General a determinar que una eventual dissolució del UNMOGIP només podia ser aprovada pel Consell de Seguretat. El mandat del UNMOGIP segueix regit per l'aprovat en la resolució de 1971.

## Composició
El 12 de desembre de 2013, el Grup d'Observadors Militars de les Nacions Unides a Índia i Pakistan estava compost per 38 observadors militars i 76 civils personal de les Nacions Unides (25 civils internacionals i 51 civils locals). En els seus més de 60 anys d'activitat l'UNMOGIP havia sofert sis baixes militars i cinc civils.